# Liste der Ständigen Vertreter Brasiliens bei der OAS
Die ständige Vertretung der brasilianischen Regierung bei der Organisation Amerikanischer Staaten befindet sich in Washington, D.C.
| Ernannt       | Name                                        | Bemerkungen | Mensagem Senado Federal | im Senat des Nationalkongress (Brasilien) vorgestellt am | ernannt von               | Posten verlassen |
| ------------- | ------------------------------------------- | --- | ----------------------- | -------------------------------------------------------- | ------------------------- | ---------------- |
| 27. Juni 1989 | Bernardo Pericás Neto                       | | MSF 109 de 1989         |                                                          | José Sarney               |                  |
| 24. Dez. 1993 | Luiz Augusto Saint-Brisson de Araújo Castro | | MSF 321 de 1993         | 2. Dez. 1993                                             | Itamar Franco             |                  |
| 12. Aug. 1997 | Carlos Alberto Leite Barbosa                | | MSF 117 de 1997         | 16. Juli 1997                                            | Fernando Henrique Cardoso |                  |
| 12. Apr. 2000 | Valter Pecly Moreira                        | | MSF 66 de 2000          | 9. Feb. 2000                                             | Fernando Henrique Cardoso |                  |
| 4. Mai 2005   | Osmar Vladimir Chohfi                       | (* 25. Juli 1941 in São Paulo) Sohn von Olga Abud Chohfi und Michael Chohfi, 1976: Geschäftsträger in La Paz, 1986: Geschäftsträger in Caracas                                                                                 | MSF 1 de 2005           | 19. Apr. 2005                                            | Luiz Inácio Lula da Silva |                  |
| 27. Jan. 2009 | Ruy de Lima Casaes e Silva                  | (* 7. November 1945 in Rio de Janeiro) Sohn von Maria do Céu Jorge de Lima und José Octávio Casaes da Cruz e Silva, 1969 Rechtswissenschaft an der Universidade Federal do Rio de Janeiro, 1971: CPCD, 2000: Zeremonienmeister | MSF 183 de 2008         | 9. Dez. 2008                                             | Luiz Inácio Lula da Silva |                  |